# Ionești, Brașov
Ionești, mai demult Ianoșfalău, (în maghiară Homoródjánosfalva, colocvial Jánosfalva, în germană Eisdorf) este un sat în comuna Cața din județul Brașov, Transilvania, România.

## Demografie
La recensământul din 1992 au fost înregistrați 187 locuitori, dintre care 186 maghiari și 1 român.

## Istoric
Până la desființarea județelor de către regimul comunist a făcut parte din județul Odorhei, plasa Ocland.

## Obiective
- Biserica unitariană din Ionești